# Mercedes Bunz
Mercedes Bunz (16 de noviembre de 1971) es una historiadora del arte, periodista y docente de Cultura Digital y Sociedad en el King's College en Londres.

## Biografía

### Carrera temprana
Bunz cursó sus estudios en filosofía e historia del arte en la Freie Universität de Berlín, después de obtener su aprobación en el colegio Celtis-Gymnasium de Schweinfurt, en 1991. En 1997, en colaboración con Sascha Kösch, Riley Reinhold y Benjamin Weiss, creó la revista musical mensual de Berlin, De:Bug, siendo su coeditora y redactora principal desde 1999 hasta 2001.
Obtuvo una beca de la Heinrich-Böll-Stiftung, lo que le facilitó obtener su graduación en la Bauhaus-Universität Weimar a través de una investigación sobre la historia de Internet durante los años 1950 y 1980. En 2008 se publicó su tesis doctoral.

### Obra
La labor de Mercedes Bunz ha sido tanto en el ámbito académico como en el periodismo. Tras un periodo como periodista independiente, Bunz asumió el cargo de docente en la Universidad de Bielefeld. En ese mismo año, también comenzó a colaborar con la revista Zitty de Berlín antes de encabezar el negocio digital del periódico alemán Tagesspiegel. En 2009, ingresó al diario de Londres The Guardian como periodista especializada en medios y tecnología. Residió en The Guardian hasta comienzos de 2011, donde rastreó los eventos en el periodismo digital y en las plataformas de redes sociales.  
En 2010, Bunz obtuvo el Premio Fachjournalisten de la asociación alemana de editores especializados, también conocida como Deutscher Fachjournalisten-Verband. Recibió la beca Impakt en 2011 del Centro de Humanidades de la Universidad de Utrecht. Ha colaborado en otras revistas digitales alemanas como Telepolis.
Suhrkamp publicó en 2012 su obra acerca del efecto de los algoritmos en la sociedad. Un modelo renovado de Mercedes Bunz: El libro The Silent Revolution: How Digitalization Transforms Knowledge, Work, Journalism and Politics without Making Too Much Noise, se publicó en 2014 por Palgrave Macmillan. Cruce tradujo la versión en español de "La Revolución Silenciosa" y se publicó en 2017. 
Ha pertenecido a la Red Interdisciplinaria para las Humanidades Críticas Terra Critica y es cofundadora de meson press, una revista de acceso libre que publica estudios sobre culturas digitales, tecnología y medios en red. Esta publicación es fruto del Laboratorio de Publicaciones Híbridas de la Universidad Leuphana, donde ejerció como directora entre 2012 y 2014, periodo en el que fue directora del Laboratorio de Publicaciones Híbridas de la Universidad Leuphana. 
En 2014, asumió la posición de docente principal en la Universidad de Westminster, Londres. En 2018, se presentó su obra conjunta con Graham Meikle sobre el internet de las cosas en Polity, donde analizan temas vinculados con los sensores en red y la inteligencia artificial a medida que las cosas se transforman en medios. 
El 31 de octubre de 2017, Mercedes Bunz dio declaración frente al Comité Selecto de Inteligencia Artificial de la Cámara de los Lores, exponiendo su estudio sobre Inteligencia Artificial y la relevancia de los conjuntos de datos accesibles públicamente, considerando el incremento del aprendizaje automático que se ha tratado en el informe. Inició su labor en el Departamento de Humanidades Digitales del King's College en Londres en septiembre de 2018, en la que se desempeña como docente de Cultura Digital y Sociedad desde el año 2022. En 2019, su obra conjunta acerca de la comunicación digital y la comunicación automática fue coeditada (acceso libre) por la Universidad de Minnesota Press y Meson Press. 